# Tamura-Toshiko-Preis

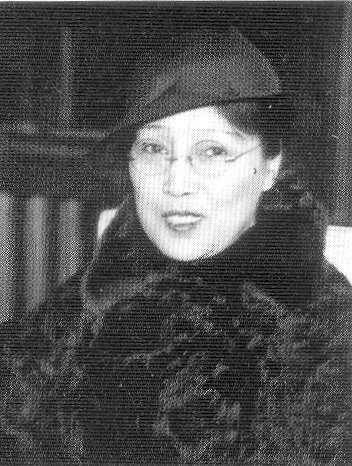
Tamura Toshiko (1884–1945) – Namensgeberin

Der Tamura-Toshiko-Preis (jap. 田村俊子賞, Tamura Toshiko Shō) ist ein Literaturpreis, der nach dem Tod und im Gedenken an Tamura Toshiko besonders auf Betreiben von Yuasa Yoshiko eingerichtet und von der Tamura-Toshiko-kai (田村俊子会) an Schriftstellerinnen vergeben wurde. Der Preis wurde durch Autorenhonorare finanziert und 1977 eingestellt.

## Preisträgerinnen
- 1961 – Jakuchō Setouchi für Tamura Toshiko (田村俊子)
- 1962 – Mori Mari für Koibitotachi no mori (恋人たちの森)
- 1963 – Kurahashi Yumiko für ihre Leistungen insgesamt
- 1964 – Takenishi Hiroko für Ōkan no ki (往還の記)
- 1965 – Abe Mitsuko für Osoi mezamenagara mo, Shin gakkō ichinensei (遅い目覚めながらも, 神学校一年生) und Akimoto Matsuyo für Hitachibō Kaison (常陸坊海尊)
- 1966 – Hagiwara Yōko für Tenjō no hana (天上の花)
- 1967 – Nakamura Kiiko für Onna to katana (女と刀)
- 1968 – Matsuda Tokiko für Orin kōden (おりん口伝) und Yoshiyuki Rie für Yume no naka de (夢のなかで)
- 1969 – Fukuda Sumako[1] für Ware nao ikite ari (われなお生きてあり)
- 1970 – Saegusa Kazuko für Jokei ga okonawarete iru (処刑が行われている) und Matsubara Kazue für Omae yo utsukushiku are to koe ga suru (お前よ美しくあれと声がする)
- 1971 – Enatsu Miyoshi für Shitajita no onna (下々の女) und Honda Fusako[2] für ihre Leistungen als Journalistin der Zeitung Fujin Minshu Shimbun
- 1972 – Hirotsu Momoko für Haru no oto (春の音) und Esashi Akiko für Kusazue hyōden Ōda Yōko (草饐―評伝・大田洋子) und Ishigaki Rin[3] für Ishigaki Rin shinshū (石垣りん詩集)
- 1973 – Takahashi Takako für Sora no hate made (空の果てまで)
- 1974 – Tomioka Taeko für Shokubutsusai (植物祭)
- 1975 – Yoshino Sei für Hana o karashita kami (洟をたらした神) und Shimao Miho für Umibe no sei to shi (海辺の生と死)
- 1976 – Tsushima Yūko für Mugura no haha (葎の母) und Ichinose Aya[4] für Ki no hana (黄の花)
- 1977 – Kigi Yasuko für Sōryō no keifu (蒼龍の系譜) und Takeda Yuriko für Fuji nikki (富士日記)

## Auswahlkomitee
- Yuasa Yoshiko (湯浅芳子), Sata Ineko (佐多稲子), Takami Jun (高見順) bis 1965, Kusano Shimpei (草野心平), Tateno Nobuyuki (立野信之) bis 1971, Takeda Taijun (武田泰淳) bis 1976, Setouchi Jakuchō (瀬戸内晴美)